# 横田尚武
横田 尚武（よこた なおたけ、1940年 - ）は、日本の篤農家。
長野県飯田市出身。長野県飯田長姫高等学校を卒業後、単身ブラジルに渡り日系農場での農業研修を経て独立、サンパウロ近郊でジャガイモやダイズを生産する農場主となる。また、かつてはバイア州において「不毛の大地」と呼ばれてきたセラード地帯の農業開拓に関わる。
かつては東京農業大学などで講演をしたこともある。
| スタブアイコン | サブスタブ | この項目は、まだ閲覧者の調べものの参照としては役立たない、人物に関連した書きかけの項目です。この項目を加筆・訂正などしてくださる協力者を求めています（P:人物伝/PJ:人物伝）。 |